# Ауткаст
Аутка́ст — российская метал-группа из Санкт-Петербурга, основанная в 2019 году бывшими участниками группы Amatory: Александром Павловым, Дмитрием Рубановским и Игорем Капрановым.

## История

### 2019—2021: образование иУльтра
О создании группы «Ауткаст» было объявлено в ноябре 2019 года. В состав коллектива вошли бывшие участники группы Amatory: гитаристы Александр Павлов и Дмитрий Рубановский и вокалист Игорь Капранов.
13 ноября 2019 был выпущен дебютный сингл «Феникс». Первые концерты коллектива состоялись на разогреве у группы Guano Apes: 16 ноября 2019 года в питерском клубе Aurora Concert Hall и 17 ноября в московском клубе Adrenaline Stadium. В концертный состав вошли басист Михаил Прокофьев (Grenouer) и барабанщик Григорий Синяков (экс-«Почтовая служба Бангкока»).
1 декабря 2019 года в Санкт-Петербурге и 5 декабря в Москве состоялись первые сольные концерты-презентации группы, где наряду с новыми песнями были исполнены каверы на Smack My Bitch Up группы The Prodigy и песни «Осколки» и «Снег в аду» из репертуара Amatory.
6 декабря 2019 года был начат сбор средств для записи дебютного альбома на сайте Planeta.ru. За 13 дней была собрана необходимая сумма — 1,2 млн рублей. К моменту окончания проекта на «Планете», 14 марта 2020 года, группа собрала более 2,1 млн рублей.
9 декабря 2019 года был выпущен второй сингл «Пустота», 12 декабря вышел концертный клип на эту песню.
На Новый год Ауткаст выпустили шуточный дэткор-трек и клип «Зал Ожидания 2020».
10 марта 2020 года вышел третий сингл, «Один из нас», 16 апреля - клип на эту песню.
28 июля 2020 года на лейбле Союз Мьюзик вышел альбом Ультра. В тот же день вышла Deluxe-версия альбома, содержащая инструментальную версию альбома. Микшированием Ультра занимался Николай Баженов. Мастеринг для CD и винила сделал саунд-продюсер Джейкоб Хенсен, ранее работавший с музыкантами Ауткаст на культовых альбомах группы Amatory «Неизбежность» и «Книга мёртвых» и группы Stardown «Insi Deus» и «Venom». Среди гостей на альбоме появились фронтмены Stigmata (Артём "Nel'son" Лоцких), Wildways (Анатолий "Toli Wild" Борисов) и The Korea (Слава Соколов).
В поддержку Ультра во второй половине 2020 года были отыграны концерты-презентации в Москве, Санкт-Петербурге, Великом Новгороде и Ярославле; также группа отыграла на фестивалях «Полигон Фест» и «Живой».
5 ноября 2020 года вышел сингл и клип на песню «Smack My Bitch Up», метал-кавер на группу The Prodigy, который ранее игрался Ауткаст на концертах.
18 марта 2021 года Ауткаст отыграли на фестивале «Gigant Fest» в ГлавКлубе (г. Москва). В середине-конце 2021 года группа отыграла большой сольный тур «Ultra Appetite Tour», состоявший из 22 городов России, Украины и Беларуси.
2 июля 2021 года вышел сингл «Лабиринт», который - впервые среди всех российских музыкантов - был также выпущен в качестве NFT.
10 декабря вышел сингл «CTRL+Z», кавер на группу СЛОТ, который Ауткаст записали совместно с Ravdina для трибьют-альбома СЛОТ XX TRIBUTE.
23 декабря 2021 года вышел клип на песню "Невесомость", а 30 декабря - сингл и клип на англоязычную версию "Невесомости" под названием «Nero-zero».

### 2022—2024:Культи уход Капранова
3 и 6 июня 2022 года Ауткаст дали сольные концерты в Москве и Санкт-Петербурге; летом 2022 года группа приняла участие в фестивалях «Улетай», «Внутри города» и «ЖИЗА!».
25 августа 2023 года вышел сингл и lyric-видео на песню «Пропасть», 22 сентября - сингл «Некуда бежать».
27 октября 2023 года на лейбле Touch Music был выпущен второй альбом группы, Культ. В записи альбома приняли участие басист Валерий Юшкевич (#####, Shokran) и барабанщик Михаил Исаев (Shokran, Нейромонах Феофан). В качестве гостя в песне "Основание" появился фронтмен группы Таймсквер Кирилл Бабиев. Средства на запись альбома Культ были собраны через краудфандинг на сайте Planeta.ru. 7 ноября вышел анимированный клип на песню "Маяк", созданный художником Арсением A-Ra при помощи нейросетей. В ноябре 2023 года в поддержку альбома были сыграны сольные концерты в Москве и Санкт-Петербурге.
26 февраля 2024 года участники группы объявили в социальных сетях, что "группа Ауткаст в том виде, в котором вы привыкли её видеть прекращает своё существование".
Вскоре Игорь Капранов объявил о создании сольного проекта KAPRANOV (в состав которого также вошли бывшие участники Ауткаст Юшкевич и Исаев), а также продолжил творческую деятельность в группах AMATORY, BLACKPYRES и Idols to be Faded. Алекс Павлов продолжил творческую деятельность в проектах MONFLAME и Dark Syndicate.

### 2024—наши дни: новый вокалист и третий альбом
5 ноября 2024 года группа обозначила дату релиза нового сингла с новым вокалистом, личность которого была скрыта. 8 ноября вышел одноименный сингл «Ауткаст». 13 ноября новый вокалист Ауткаст был официально представлен — им стал Александр Григорьев из группы Massface.
14 ноября 2024 года вышло интервью Ауткаст на YouTube-канале "Музлом не заработать", в котором Павлов и Рубановский рассказали, что фактического распада группы не было - по ряду причин совместная работа с вокалистом Игорем Капрановым была прекращена еще в 2023 году после концертов-презентаций альбома Культ, а работа над новой музыкой велась и после объявления о "распаде группы в прежнем виде".
21 ноября 2024 года в качестве сингла был выпущен кавер на песню «Points of Authority» группы Linkin Park. На следующий день в поддержку сингла было выпущено видео.
28 ноября 2024 года группа запустила сбор средств на запись и выпуск третьего студийного альбома через сайт Planeta.ru. 9 июня 2025 года кампания успешно завершилась результатом в 115% от первоначальной суммы.
17 марта 2025 года вышел «Монолит» - второй сингл к новому альбому. 25 апреля 2025 года вышел третий сингл, «Алкиона». 23 мая 2025 года вышел сингл «Кометы» группы Атлас Мира при участии Ауткаст.

## Состав
Текущий состав
- Александр Павлов — гитара (2019—2024, 2024—наши дни)
- Дмитрий Рубановский — гитара (2019—2024, 2024—наши дни)
- Александр Григорьев — вокал (2024—наши дни)

Бывшие участники
- Игорь Капранов — вокал (2019–2024)
- Григорий Синяков — ударные (2019–2020)
- Михаил Прокофьев — бас-гитара (2019–2021)
- Павел Лохнин — ударные (2020–2021)
- Александр Хорошевский — ударные (2021–2022)
- Марк Миронов — ударные (2022–2023)
- Валерий «Wally» Юшкевич — бас-гитара (2023–2024)
- Михаил Исаев — ударные (2023–2024)

## Дискография
Студийные альбомы
- 2020 — Ультра
- 2023 — Культ

Синглы
- 2019 — Феникс
- 2019 — Пустота
- 2020 — Один из нас
- 2020 — Не забывай
- 2020 — Smack My Bitch Up
- 2021 — Лабиринт
- 2021 — Ctrl+Z (feat. Ravdina) (к альбому СЛОТ XX Tribute)
- 2021 — Nero-Zero
- 2023 — Пропасть
- 2023 — Некуда бежать
- 2024 — Ауткаст
- 2024 — Points of Authority
- 2025 — Монолит
- 2025 — Алкиона

Участие в качестве приглашенного исполнителя
- 2020 — Marina — "Condensed" (feat. АУТКАСТ) (на альбоме D2: Neverending Rain)
- 2022 — RAM, KOMMO — "Blood" (feat. АУТКАСТ) (на альбоме Starscream)
- 2025 — Атлас Мира — "Кометы" (feat. АУТКАСТ)

## Видеоклипы
| Дата выпуска    | Клип                  | Режиссёр                      | Альбом       |
| --------------- | --------------------- | ----------------------------- | ------------ |
| 12 декабря 2019 | «Пустота»             | Allstar TV                    | Ультра       |
| 31 декабря 2019 | «Зал Ожидания 2020»   | Хэнговер Продакшн             | Внеальбомный |
| 16 апреля 2020  | «Один из нас»         | Макс Савастеев                | Ультра       |
| 13 октября 2020 | «Всё в твоих руках»   | Макс Савастеев                | Ультра       |
| 5 ноября 2020   | «Smack My Bitch Up»   | Хэнговер Продакшн, Allstar TV | Внеальбомный |
| 4 января 2021   | «Алмазная пыль»       | Allstar TV                    | Ультра       |
| 19 марта 2021   | «Время выбирать»      | Евгений Даниялов              | Ультра       |
| 30 июня 2021    | «Лабиринт»            | Евгений Даниялов              | Культ        |
| 23 декабря 2021 | «Невесомость»         | Макс Савастеев                | Ультра       |
| 30 декабря 2021 | «Nero-zero»           | Макс Савастеев                | Внеальбомный |
| 7 ноября 2023   | «Маяк»                | Арсений A-Ra                  | Культ        |
| 22 ноября 2024  | «Points of Authority» | Макс Савастеев                | Внеальбомный |